# Paracimmerites
Paracimmerites is een geslacht van kevers uit de familie van de loopkevers (Carabidae). De wetenschappelijke naam van het geslacht is voor het eerst geldig gepubliceerd in 1998 door Belousov.

## Soorten
Het geslacht Paracimmerites is monotypisch en omvat slechts de volgende soort:
- Paracimmerites nanus Belousov, 1998